# Lava
Lava er smeltet stenmasse på jordoverfladen (hedder magma i dybden). Lava bruges også om det størknede materiale.
Lava flyder ud af vulkanen under udbrud og størkner, når den afkøles. Lava kan strømme adskillige kilometer fra selve vulkanudbruddet.
Hvis overfladen størkner, og der stadig er bevægelse i lavaen, kan overfladen minde om mælkeskind. Det kaldes for reblava eller pahoehoe (hawaiiansk, helluhraun på islandsk).
Hvis den størknende lava forstyrres meget, kan den flydende og faste lava rekombineres i et kaotisk materiale, kaldet bloklava eller aa ([ah-ah] hawaiiansk, apalhraun på islandsk).
Hvis lava kommer frem under vandet, sker der en lynkøling af overfladen, og der dannes pudelava.
Et særligt fænomen kan opstå, hvor overfladen størkner, mens den flydende lava under overfladen bliver ved med at strømme og til sidst danner et hulrum. På denne måde opstår lavatunneller, der kendes fra mange vulkanske områder. Den længste lavatunnel man har fundet er på Hawaii og er 60 kilometer lang.
Aktive vulkaner er ret farlige områder, så optiske pyrometre på sikker afstand anvendes til at måle temperaturen på lavaer. Basaltiske lavaer flyder ved 1000°–1200° C, andesitiske lavaer flyder ved 800°–1000° C og rhyolitiske lavaer kan "flyde" ved 600°–900° C. Oldoinyo Lengai-vulkanen i Tanzania udleder den koldeste lava, nemlig karbonatit, der er flydende ned til 500° C.